# موتور حسن شهلی بر
موتور حسن شهلی بر یک منطقهٔ مسکونی در ایران است که در دهستان بزمان واقع شده‌است.